# Michel Odoul
Pour les articles homonymes, voir Odoul.
Michel Odoul est le fondateur de l'Institut français de shiatsu, un institut de formation professionnelle aux médecines non conventionnelles. Il est également conférencier et formateur.

## Biographie
Michel Odoul, diplômé d'une école supérieure de commerce, s'initie au shiatsu et à la médecine traditionnelle chinoise. 
Devenu enseignant, il publie en 1994 Dis moi où tu as mal, je te dirai pourquoi qui s'écoule à 500 000 exemplaires. 
Il fonde en 1996 l’Institut Français de Shiatsu,,.